# Dimităr Evtimov
Dimităr Ivanov Evtimov (in bulgaro Димитър Иванов Евтимов?; Šumen, 7 settembre 1993) è un calciatore bulgaro, portiere del Botev Vraca in prestito dal CSKA Sofia.

## Carriera

### Club

#### Gli inizi, Nottingham Forest e vari prestiti
Evtimov firma il suo primo contratto professionistico nel 2010 con il Čavdar Etropole. Nell'Aprile 2011 passa al Nottingham Forest.
Nei suoi primi anni in Inghilterra, viene mandato in prestito in squadre militanti in categorie inferiori quali l'Ilkeston Town, il Gainsborough Trinity e il Nuneaton Town, prima di fare il suo debutto tra i professionisti il 
21 Aprile 2014, entrando in campo all'ottantesimo minuto in sostituzione di Dorus de Vries, nella partita vinta per 2-0 contro il Leeds United.
Il 25 luglio 2014 firma di un nuovo contratto, della durata di due anni, con il Nottingham Forest; quindi per cercare continuità, Evtimov sembra diretto in prestito al Wrexham, ma il trasferimento salta e perciò il 19 agosto 2014 il giocatore approda così al Mansfield Town, squadra di League Two, firmando per un prestito di 6 mesi, facendo ritorno a "casa" nel gennaio successivo.
Dopo aver passato la seconda parte della stagione 2014-2015 e tutta la stagione 2015-2016 ad alternarsi tra panchina e squadre giovanili del Nottingham Forest, con cui sigla un ulteriore prolungamento di contratto, il 31 agosto 2016 viene ceduto in prestito all'Olhanense, squadra portoghese di massima serie dove resta per soli sei mesi, prima di far rientro in Inghilterra.
Tra la seconda parte della stagione 2016-2017, tutta la stagione 2017-2018 ed il ritiro della stagione 2018-2019, Evtimov non scende mai in campo con la squadra maggiore, disputando solamente incontri con le squadre giovanili, fatta eccezione per una piccola parentesi al Port Vale nell'ottobre 2017. Il 15 maggio 2018 viene inserito nella lista di giocatori svincolati da parte del Nottingham Forest.

#### Burton Albion e Accrington Stanley
Rimasto svincolato, il 14 settembre 2018 firma con il Burton Albion, squadra di Football League One, con cui resta fino al 18 gennaio 2019, giorno in cui firma per l'Accrington Stanley un contratto di 18 mesi. Al termine della stagione 2019-2020, viene svincolato dal club inglese, con il quale ha raccolto in totale 32 presenze.

#### CSKA Sofia e vari prestiti
Il 19 luglio 2020 torna in patria, firmando per il CSKA Sofia, club di Părva profesionalna futbolna liga, la massima divisione del campionato bulgaro di calcio. Chiude la sua esperienza bulgara con 31 presenze complessive.
L'11 luglio 2024 viene ceduto in prestito ai ciprioti del Karmiōtissa, con cui disputa una sola partita persa 3-1 contro l'Arīs Limassol. Dopo soli tre mesi, il 23 settembre il prestito viene risolto e fa ritorno al CSKA Sofia.
Il 27 gennaio 2025 viene ceduto nuovamente in prestito, fino al termine della stagione, al Botev Vraca, compagine del massimo campionato bulgaro.

### Nazionale
Evtimov ha giocato nella nazionale bulgara Under-19 e Under-21. Nel 2010 riceve la sua prima convocazione nella sotto la guida dell'allenatore Atanas Atanasov-Orela, partecipando alle qualificazioni per l'Europeo Under-19 di Romania 2011, debuttando il 7 ottobre 2010 contro la Serbia. Nelle stesse qualificazioni, ha collezionato due presenze contro l'Irlanda del Nord una contro la Russia e una contro la Bosnia-Erzegovina.
Il 23 marzo 2013, Michaił Madanski lo ha fatto il suo debuttare con la squadra Under-21 in un'amichevole contro la Serbia; in seguito ha disputato le qualificazioni per l'Europeo Under-21 di Israele 2013.
Dal novembre 2018 al marzo 2019, è stato nel giro delle convocazioni della Bulgaria, per gli incontri di UEFA Nations League e di Qualificazioni al campionato europeo di calcio 2020.

## Statistiche
Statistiche aggiornate al 14 maggio 2025.

### Presenze e reti nei club
| Stagione                       | Squadra                   | Campionato                | Campionato | Campionato | Coppe nazionali | Coppe nazionali | Coppe nazionali | Coppe continentali | Coppe continentali | Coppe continentali | Altre coppe | Altre coppe | Altre coppe | Totale | Totale |
| Stagione                       | Squadra                   | Comp                      | Pres       | Reti       | Comp            | Pres            | Reti            | Comp               | Pres               | Reti               | Comp        | Pres        | Reti        | Pres   | Reti   |
| ------------------------------ | ------------------------- | ------------------------- | ---------- | ---------- | --------------- | --------------- | --------------- | ------------------ | ------------------ | ------------------ | ----------- | ----------- | ----------- | ------ | ------ |
| 2011-2012                      | Nottingham Forest         | FLC                       | -          | -          | FACup+CdL       | -               | -               | -                  | -                  | -                  | -           | -           | -           | 0      | 0      |
| 2012-2013                      | Nottingham Forest         | FLC                       | -          | -          | FACup+CdL       | -               | -               | -                  | -                  | -                  | -           | -           | -           | 0      | 0      |
| 2013-gen. 2014                 | Nuneaton Town             | CP                        | 4          | -3         | -               | -               | -               | -                  | -                  | -                  | -           | -           | -           | 4      | -3     |
| gen.-giu. 2014                 | Nottingham Forest         | FLC                       | 1          | 0          | FACup+CdL       | -               | -               | -                  | -                  | -                  | -           | -           | -           | 1      | 0      |
| lug.-ago. 2014 +gen.-giu. 2015 | Nottingham Forest         | FLC                       | -          | -          | FACup+CdL       | 0               | 0               | -                  | -                  | -                  | -           | -           | -           | 0      | 0      |
| ago. 2014-gen. 2015            | Mansfield Town            | FL2                       | 10         | -14        | FACup+CdL       | -               | -               | -                  | -                  | -                  | CdL         | 1           | -2          | 11     | -16    |
| 2015-2016                      | Nottingham Forest         | FLC                       | 1          | -1         | FACup+CdL       | -               | -               | -                  | -                  | -                  | -           | -           | -           | 1      | -1     |
| 2016-gen. 2017                 | Olhanense                 | SL                        | 10         | -14        | CP              | -               | -               | -                  | -                  | -                  | -           | -           | -           | 10     | -14    |
| lug.-ago. 2016 +gen.-giu. 2017 | Nottingham Forest         | FLC                       | -          | -          | FACup+CdL       | -               | -               | -                  | -                  | -                  | -           | -           | -           | 0      | 0      |
| lug.-ott.+dic. 2017 -2018      | Nottingham Forest         | FLC                       | -          | -          | FACup+CdL       | 0+1             | 0+-1            | -                  | -                  | -                  | -           | -           | -           | 1      | -1     |
| ott. 2017                      | Port Vale                 | FL2                       | 1          | -3         | FACup+CdL       | -               | -               | -                  | -                  | -                  | CdL         | -           | -           | 1      | -3     |
| set. 2018-gen. 2019            | Burton Albion             | FL1                       | 7          | -9         | FACup+CdL       | 0+2             | 0+-3            | -                  | -                  | -                  | CdL         | 1           | -1          | 10     | -13    |
| gen.-giu. 2019                 | Accrington Stanley        | FL1                       | 11         | -12        | FACup+CdL       | -               | -               | -                  | -                  | -                  | CdL         | -           | -           | 11     | -12    |
| 2019-2020                      | Accrington Stanley        | FL1                       | 19         | -29        | FACup+CdL       | 1+1             | -2+-3           | -                  | -                  | -                  | CdL         | -           | -           | 21     | -34    |
| Totale Accrington Stanley      | Totale Accrington Stanley | Totale Accrington Stanley | 30         | -41        |                 | 2               | -5              |                    | -                  | -                  |             | -           | -           | 32     | -46    |
| 2020-2021                      | CSKA Sofia                | A-PFG                     | 3+3        | 0;-3       | CB              | 1               | 0               | UEL                | 0                  | 0                  | -           | -           | -           | 7      | -3     |
| 2021-2022                      | CSKA Sofia                | A-PFG                     | 4+4        | -4;-5      | CB              | 4               | -2              | UECL               | 0                  | 0                  | SB          | 0           | 0           | 12     | -11    |
| 2022-2023                      | CSKA Sofia                | A-PFG                     | 3          | -2         | CB              | 3               | -4              | UECL               | 0                  | 0                  | -           | -           | -           | 6      | -6     |
| 2023-2024                      | CSKA Sofia                | A-PFG                     | 1+2+1      | 0;-2;-2    | CB              | 2               | 0               | UECL               | 0                  | 0                  | -           | -           | -           | 6      | -4     |
| lug.-set. 2024                 | Karmiōtissa               | A                         | 1          | -3         | CC              | -               | -               |                    | -                  | -                  |             | -           | -           | 1      | -3     |
| set. 2024- gen. 2025           | CSKA Sofia                | A-PFG                     | -          | -          | CB              | -               | -               | -                  | -                  | -                  | -           | -           | -           | -      | -      |
| Totale CSKA Sofia              | Totale CSKA Sofia         | Totale CSKA Sofia         | 21         | -18        |                 | 10              | -6              |                    | 0                  | 0                  |             | -           | -           | 31     | -24    |
| gen.-giu. 2025                 | Botev Vraca               | A-PFG                     | 9+4        | -15 + -5   | CB              | 3               | -3              | -                  | -                  | -                  | -           | -           | -           | 16     | -23    |
| Totale carriera                | Totale carriera           | Totale carriera           | 99         | -126       |                 | 18              | -18             |                    | 0                  | 0                  |             | 2           | -3          | 118    | -147   |

### Cronologia presenze e reti in nazionale
| Cronologia completa delle presenze e delle reti in nazionale ― Bulgaria under 21 | Cronologia completa delle presenze e delle reti in nazionale ― Bulgaria under 21 | Cronologia completa delle presenze e delle reti in nazionale ― Bulgaria under 21 | Cronologia completa delle presenze e delle reti in nazionale ― Bulgaria under 21 | Cronologia completa delle presenze e delle reti in nazionale ― Bulgaria under 21 | Cronologia completa delle presenze e delle reti in nazionale ― Bulgaria under 21 | Cronologia completa delle presenze e delle reti in nazionale ― Bulgaria under 21 | Cronologia completa delle presenze e delle reti in nazionale ― Bulgaria under 21 |
| Data                                                                             | Città                                                                            | In casa                                                                          | Risultato                                                                        | Ospiti                                                                           | Competizione                                                                     | Reti                                                                             | Note                                                                             |
| -------------------------------------------------------------------------------- | -------------------------------------------------------------------------------- | -------------------------------------------------------------------------------- | -------------------------------------------------------------------------------- | -------------------------------------------------------------------------------- | -------------------------------------------------------------------------------- | -------------------------------------------------------------------------------- | -------------------------------------------------------------------------------- |
| 26-3-2013                                                                        | Gradski                                                                          | Bulgaria under 21                                                                | 0 – 2                                                                            | Serbia under 21                                                                  | Amichevole                                                                       | -1                                                                               |                                                                                  |
| 1º-6-2013                                                                        | Lovech                                                                           | Bulgaria under 21                                                                | 3 – 0                                                                            | Andorra under 21                                                                 | Qual. Europeo Under-21 2015                                                      | -                                                                                |                                                                                  |
| 5-6-2013                                                                         | Andorra la Vella                                                                 | Andorra under 21                                                                 | 0 – 3                                                                            | Bulgaria under 21                                                                | Qual. Europeo Under-21 2015                                                      | -                                                                                |                                                                                  |
| 6-9-2013                                                                         | Lovech                                                                           | Bulgaria under 21                                                                | 1 – 1                                                                            | Estonia under 21                                                                 | Qual. Europeo Under-21 2015                                                      | -1                                                                               |                                                                                  |
| 10-9-2013                                                                        | Khimki                                                                           | Russia under 21                                                                  | 3 – 1                                                                            | Bulgaria under 21                                                                | Qual. Europeo Under-21 2015                                                      | -3                                                                               |                                                                                  |
| Totale                                                                           |                                                                                  | Presenze                                                                         | 5                                                                                |                                                                                  | Reti                                                                             | -5                                                                               |                                                                                  |

## Palmarès

### Competizioni nazionali
- Coppa di Bulgaria: 1

CSKA Sofia: 2020-2021